# Xenosaurus grandis
Xenosaurus grandis là một loài thằn lằn trong họ Xenosauridae. Loài này được Gray mô tả khoa học đầu tiên năm 1856.